# Битва при Багреванде (775)
Битва при Багреванде — битва, произошедшая 25 апреля 775 года на равнинах Багреванда между ополчением армянских князей, восставших против Аббасидского халифата, и халифскими войсками. Победа Аббасидов в битве при Багреванде стала отправной точкой для значительной миграции армян в пределы Византийской империи.

## Предыстория
После основания Аббасидского халифата халиф аль-Мансур (754-775 гг.) отменил субсидии, выплачиваемые различным армянским князьям (нахарарам), и, кроме того, обложил их высокими налоговыми пошлинами. В сочетании со случаями религиозных преследований большинства армянского населения-христиан эти меры привели к началу крупного Антиаббасидского восстания в 774 году.
Восстанием руководил Артавазд Мамиконян, но оно получило прямую или молчаливую поддержку большинства семей нахараров, в первую очередь, проаббасидски настроенных Багратуни, в то время, как семьи Арцруни и Сюни, оставались нейтральными. 

## Ход сражения
Восстание распространилось по всей Армении, включая нападения на арабских сборщиков налогов, и местный арабский губернатор аль-Хасан ибн Кахтаба не смог его сдержать. Халиф отправил в провинцию 30 000 воинов под командованием Амира ибн Исмаила, и в битве при Багреванде 25 апреля 775 года нахарары потерпели решительное поражение, потеряв своих лидеров, Смбата VII Багратуни и Мушега VI Мамиконяна. После битвы, восстание было жестоко подавлено Аббасидами.

## Последствия
Как пишет историк Марк Уиттоу, 
битва стала "переломным моментом в закавказской политике". Поражение армянского восстания устранило власть нескольких домов нахараров, в первую очередь семей Мамиконян, Гнуни, Аматуни, Рштуни, Сахаруни и Камсаракан, которые выжили "либо как иждивенцы других семей, либо как изгнанники в Византии" (Уиттоу).
С другой стороны, Арцруни, вовремя перешедший на сторону халифата, воспользовался власти, чтобы прийти к власти в Васпуракане, в то время как Багратуни, отступив на некоторое время в свои горные крепости, сумели вернуть себе доминирующее положение в стране в течение IX века.
За восстановлением контроля Аббасидов над Арменией последовала аналогичная чистка местной христианской знати в соседней Иберии в 780-х годах, а также новая поселенческая политика, в результате которой все большее число арабов-мусульман поселилось в Закавказье, в результате чего на рубеже IX века арабский элемент преобладал в городах и низменностях. В следующем столетии Кавказская Албания была фактически исламизирована, в то время как Иберия и большая часть Армении перешли под контроль ряда арабских эмиратов.
После поражения восстания армян, младшая ветвь династии Багратидов бежала на северо-запад, в армяно-картвельский регион Тао-Кларджети. В этом регионе они столкнулись с культурной ассимиляцией, перешли в православное христианство и стали известны миру как Багратионы, объединив грузинские княжества в одно сильное и централизованное царство, распавшееся в 1490 году на три царства. Их потомки известны и сегодня.
Академик Я. А Манандян, в своей книге Народные восстания в Армении против арабского владычества, указывал о грузинских Багратидах следующую информацию:
Не говоря о Ширакской ветви Багратидов, заслуживает упоминания Кларджская или Артануджская ветвь этого дома. Дядя Ашота IV Мясоеда, Васак, бежавший после восстания 775 года в Кларджию, основал здесь Артануджское княжество. Преемникам его удалось расширить границы своих владений и завладеть Колавером и Ардаганом. Впоследствии, распространяясь на северо-восток по долине реки Куры, они завладели постепенно всей Грузией и здесь они стали основателями новой династии - грузинских Багратидов.